# Пива
Пива је река у Црној Гори, краћа притока Дрине, коју гради заједно са Таром на граници Црне Горе са Босном и Херцеговином.

## Ток
Пива извире из врела Сињац на планини Голији, близу манастира Пиве. Пре него што је формирано вештачко Пивско језеро, Сињац је текао ка реци Комарници и са њом у дужини од 34 km чинио Пиву. Међутим, Комарница је део речног система дугачког 86 km (Тушина-Буковица-Бијела-Комарница), тако да, мерећи од извора реке Тушине, Пива је дугачка 120 km.
Тушина извире на планини Сињајевина у области Ускоци у централном делу Црне Горе, неколико километара од извора друге важне црногорске реке, Мораче. Река тече на запад, између планина Сињајевина и Лола, пред села Крња Јела, Баре, Боан и Тушина. Из смера севера састаје се са Буковицом у коју се улива и даље тече под овим именом. Након што протекне поред регионалног центра Шавника и села Градац и Придворица у региону Дробњака, Буковица се на северу састаје са Комарницом и узима њено име.
Комарница наставља да тече између планина Војник и Трескавац у скоро ненастањеној области и улази у Пивску површ, где скреће на север, спаја се са врелом Пиве и улази у дубоки кањон Пиве.
Кањон је просечан кроз планине Биоч, Волујак, Маглић и Пивску планину, дугачак је 33 km, дубок до 1.200 m и ту река ствара изузетну снагу која се користи за хидроелектрану Пива која је преградила кањон 1975. Брана је висока 220 m и једна је од највећих у Европи. Брана ствара Пивско језеро (површине 12,5 km² на висини од 675 m и дубоко 188 m), које је поплавило стари положај манастира Пиве из 16. века, па је манастир пресељен на ново место. Река Врбница се са леве стране улива у језеро.
Након бране Пива наставља на север, среће се са Таром код Шћепан Поља на граници са Босном и Херцеговином и формира Дрину.
Слив Пива заузима површину од 1.270 km² и припада црноморском сливу. Река Пива није пловна.

## Пивска површ
Пивска површ је висока кречњачка висораван у сливу Пиве, између планина Дурмитор, Маглић, Лебршник, Голија и Војник. Плато је дугачак 55 km, дугачак 30 km са просечном надморском висином од 1.200 m и највишом од 2159. Ток Комарница-Пива дели површ на два дела: западну Пивску Жупу и источну Пивску планину. Област се одликује многим кречњачким карактеристикама, као што су вртаче, јаме и увале и изузетно је ретко насељена (око 20 мањих насеља у Пивској Жупи и 15 на Пивској планини). Овде је развијено сточарство, а посебно гајење оваца.